# Kajdy Janka
Kajdy Janka (Vantaa, Finnország, 1994. július 21. –) labdarúgó, középpályás. Jelenleg a Budaörs labdarúgója. Apja Kajdy Zsolt labdarúgó.

## Pályafutása
2007-ben a Hegyvidék SE csapatában kezdte a labdarúgást. Junior korában szerepelt a Völgységi NSE és a Ferencvárosi TC együtteseiben majd visszatért a Hegyvidékhez, ahol  a 2010–11-es idényben mutatkozott be a felnőttek között. Tagja volt a 2011–12-es NB II-es bajnokcsapatnak.
2013 őszétől a Budapest Honvéd keretében játszott.
Két évvel később az Astra, majd 2016 márciusától az Újpest csapatát erősítette. Hat szezonon keresztül viselte a lilák mezét az első- és a másodosztály között ingázva.
2021-től Budaörsre igazolt és a 2022–23-as NBII-es bajnokságban domináló gárda egyik meghatározó játékosává vált 10 találatával.

## Sikerei, díjai
Másodosztályú bajnok (2):
- Budaörs (1): 2022–23 (Nyugati csoport)
- Hegyvidék SE (1): 2011–12